# João Urbano
 (mai 2025).
Si vous disposez d'ouvrages ou d'articles de référence ou si vous connaissez des sites web de qualité traitant du thème abordé ici, merci de compléter l'article en donnant les références utiles à sa vérifiabilité et en les liant à la section « Notes et références ».
João Urbano (né le 30 juillet 1985 à Lisbonne, Portugal) est un pilote automobile portugais.
Initié aux joies du pilotage dès son plus jeune âge, Joao Urbano a disputé ses premières compétitions de karting à 6 ans. Son premier gros succès arrive en 1996, avec le championnat du Portugal de karting. Sa rapidité, allié à un style agressif ne passent pas inaperçue. À 22 ans, il entame une charnière importante pour la suite de sa carrière car il est désormais passé sous le giron de Red Bull.

## Carrière
- 1996 : 3e du championnat du Portugal – trois victoires (Cadet) 2e- de la coupe du Portugal (Super Cadete)
- 1997 : 3e du championnat du Portugal – deux victoires (Super Cadet)
- 1998 : 3e du championnat du Portugal – trois victoires( Júnior) 19e- du championnat d'Europe à Braga (Júnior) 2e du championnat d'Espagne à la Manga
- 1999 : 
  - Champion du Portugal (six victoires, junior)
  - 2e de la Coupe du Portugal
  - 10e de la Supercoupe à Monaco
  - 7e de la Coupe Lonato d'hiver/Italie
  - 15e du Championnat d'Europe junior à Angerville/France
- 2000 : 
  - 5e du Championnat du Portugal (Inter A)
  - 11e du Championnat d'Europe junior (Inter A)
- 2001 : 
  - 4e du Championnat du Portugal (Inter A)
  - Champion d'Espagne Espanhol à Barcelone
- 2002 : 
  - 2e de l'Open du Portugal (avec le même nombre de points que le vainqueur)
  - 4e du Championnat du Portugal (Inter A)
  - Apurado para a final do Europeu/Bombarral (Inter A)
  - Finaliste du Championnat d'Europe à Angerville/France
- 2003 : 
  - Vainqueur de l'Open du Portugal
  - Vainqueur de la Coupe du Portugal
  - Vainqueur du challenge "Étoile de demain" avec la participation des 10 meilleurs pilotes nationaux de karting
- 2004 : 
  - Pilote de l'équipe du Portugal de karting
  - Formule BMW Grande-Bretagne (4e, 3 victoires)
- 2005 : 
  - Formule BMW Allemagne (3e, 2 victoires),
  - A1 Grand Prix avec l'équipe A1 Team Portugal
- 2006 : Formule 3 Euroseries avec l'équipe du Prema Powerteam Dallara F306/Mercedes
- 2007 : A1 GP avec l'équipe A1 Team Portugal